# The Most Serene Republic
The Most Serene Republic est un groupe de rock indépendant canadien, originaire de Milton, en Ontario. Son nom reprend le surnom de l'ancienne Venise indépendante sous la direction des Doges, qui était considérée comme  la The Most Serene Republic of Venice (la Sérénissime république).

## Biographie
Les racines du groupe sont ancrées en 2003 lorsque Ryan Lenssen et Adrian Jewett forment Thee Oneironauts (O-nye-rawn-nauts). Le duo auto-produit un EP intitulé Night of the Lawnchairs aux GROK Studios. The Oneironauts devient un trio avec l'arrivée de Nick Greaves à la guitare avant de devenir The Most Serene Republic.
Leur premier album, Underwater Cinematographer, est produit et mixé par Lenssen, masterisé par Ryan A. Mills, et enregistré aux ASF Studios. Sa sortie originale se fait à la fin de 2004 au label indépendant Sunday League Records avant de choisir Arts and Crafts. Il est réédité le 28 juin 2005  avec une nouvelle couverture. Ils deviennent le premier groupe non lié au Broken Social Scene à être signé au label. Après quelques tournées avec notamment Metric, Stars et Broken Social Scene, le groupe sort l'EP Phages EP, avant de tourner au Canada avec The Strokes en 2006.
En 2006, le batteur Adam Nimmo quitte le groupe, et est remplacé par Tony Nesbitt-Larking. Tony participe à l'album Population et tourne avec le groupe jusqu'en 2008. Leur deuxième album, Population, est publié chez Arts and Crafts le 2 octobre 2007. En 2007, Jew et Lenssen participe à MTV Canada en soutien à Population. Le 17 juin 2008, le guitariste Nick Greaves annonce un troisième album avec le producteur Broken Social Scene et Super Furry Animals David Newfeld, et prévoit un changement radical de direction musicale.
Le 20 avril 2009, le groupe annonce l'album, ...and the Ever Expanding Universe, pour le 14 juillet, et offre le deuxième single, Heavens to Purgatory" en téléchargement libre. Sort aussi un EP de remixes 16-bit intitulé Digital Population pour le 28 avril 2009.

## Membres

### Membres actuels
- Adrian Jewett – voix, trombone  (depuis 2003)
- Ryan Lenssen – piano, voix (depuis 2003)
- Nick Greaves – guitare, EBow, banjo (depuis 2003)
- Sean Woolven – guitare, voix, (percussions '04) (2004, depuis 2006)
- Simon Lukasewich – basse, violon  (depuis 2006)
- Adam Balsam – percussions (depuis 2009)

### Anciens membres
- Peter Van Helvoort – guitare (2004)
- Andrew McArthur – basse (2004–2006)
- Tony Nesbitt-Larking – percussions  (2006–2008)
- Adam Nimmo – percussions (2004–2006), (2008)
- Emma Ditchburn – guitare, voix  (2004–2009)

## Discographie

### Albums studio
- 2005 : Underwater Cinematographer (Arts and Crafts)
- 2007 : Population (Arts and Crafts)
- 2009 : ... and the Ever Expanding Universe (Arts and Crafts)
- 2011 : Pre Serene: Thee Oneironauts (Arts and Crafts) (compilation de titres enregistrés en 2003 sous le nom de Thee Oneironauts)

### EP
- 2006 : Phages
- 2008 : Live at XMU
- 2009 : Digital Population
- 2010 : Fantasick Impossibliss

### Singles
- 2006 : Content Was Always My Favorite Color b/w Tragedy of The Commons
- 2006 : The Most Serene Republic / Headlights

### Vidéographie
- Content Was Always My Favorite Color (2006, Underwater Cinematographer)
- Oh (God) (2007, Underwater Cinematographer)
- The Men Who Live Upstairs (2008, Population)
- Heavens to Purgatory (2009, ...And the Ever Expanding Universe)